# Georgina Spelvin
Georgina Spelvin (née Michelle Graham le 1er janvier 1936 au Texas) est une ancienne actrice pornographique américaine, principalement connue pour sa prestation dans le film: The Devil in Miss Jones (1973).

## Biographie
Enfant, Georgina Spelvin contracte la poliomyélite mais retrouve une mobilité qui lui permettra ultérieurement de devenir danseuse.
On sait peu de choses sur sa vie privée sinon qu'elle a longtemps entretenu une relation lesbienne avec l'actrice Clair Lumaire alias Judith Hamilton qui figurait au générique de The Devil in Miss Jones
Après s'être mariée à l'acteur John Welsh, ils résidaient tous deux aux environs de Los Angeles à la fin de février 2008.

## Carrière
Elle commence sa carrière professionnelle comme choriste dans la ville de New York et fait de la figuration dans d'importantes revues de Broadway : Guys and Dolls, Sweet Charity (dont il sera tiré un film du même nom) et The Pajama Game,. Le premier film dans lequel elle paraît s'intitule The Twilight Girls, film érotique de 1957 traitant de saphisme.

### Quand Michelle devient Georgina
Lorsque son ami, l'acteur de films pornographiques Harry Reems, la présente au réalisateur de films X Gerard Damiano, Michelle Graham quitte le cinéma conventionnel pour la pornographie et change son nom pour celui de Georgina Spelvin, pseudonyme traditionnellement attribué aux acteurs débutants.
Bien que déjà connue pour ses prestations dans des films dits de Sexploitation des années 1960, elle devient une légende du X, à l'âge de 38 ans avec The Devil in Miss Jones de Gerard Damiano paru en 1973.
Au cours de sa carrière, Georgina Spelvin aura paru dans plus de 70 films avant de se retirer de l'industrie du film pornographique en 1982, âgée de 47 ans.
À côté de ces films purement pornographiques, elle apparaît dans des films de sexploitation à faible budget comme Girls For Rent (alias I Spit on Your Corpse)) et tient de petits rôles dans Police Academy et Police Academy 3 : Instructeurs de choc, des films conventionnels où elle a tenu le rôle d'une prostituée; les spectateurs étant censés reconnaître la fameuse actrice du X. La fellation est également pratiquée dans ces films.
On peut la voir actrice classique dans Bad Blood, film dans lequel elle interprète Ruth Raymond et Next Year in Jerusalem ou encore actrice invitée dans des spectacles télévisés comme Dream On et Les Aventuriers du monde perdu.
Elle personnifie l'époque des films porno chic. Robert Berkvist écrit à ce sujet dans le New York Times du 9 décembre 1973 « Mademoiselle Jones est une personne aussi connue [de la population  respectable et argentée des faubourgs de New York] à Scarsdale qu'elle l'est à Broadway ».

### L'aprèsDevil
Après avoir quitté l'industrie du film pornographique, Georgina Spelvin exerce la profession de décoratrice sur ordinateur jusqu'en 2001. Elle est âgée de 65 ans,.
En 2004 elle obtient un petit rôle dans une nouvelle version de The Devil in Miss Jones des studios Vivid intitulée The New Devil in Miss Jones.,.
Elle accorde un entretien journalistique pour la sortie du film documentaire Inside the deep throat (Dans l'arrière-gorge).
En 2009 on peut l'apercevoir sur la vidéo de Paradise Circus, une chanson du groupe Massive Attack

### L'écrivain
Georgina Spelvin publie ses mémoires au mois de mai 2008 sous le titre The Devil Made Me Do It dont elle annonce la parution à ses admirateurs dans un clip réalisé à leur intention. Le livre qu'elle fait imprimer à ses frais est disponible sur son site officiel : GeorginasWorld.com
Septuagénaire, on l'y voit raconter son rapport à la caméra.

## Filmographie sélective
- Red Ribbons (1994)
- Bad Blood (1993)
- Return to Justice (1989)
- Police Academy 3: Back in Training (1986)
- Super Sex (1986)
- Cumshot Revue 2 (1985)
- Police Academy (1984)
- When She Was Bad (1983)
- Between Lovers (1983)
- Endless Lust (1983)
- Snow Honeys (1983)
- Garage Girls (1982)
- Centerspread Girls (1982)
- The Devil in Miss Jones, Part II (1982)
- Behind the Scenes of an Adult Movie (1981)
- Ring of Desire (1981)
- Teacher's Pet (1981)
- The Seven Seductions of Madame Lau (1981)
- The Dancers (1981)
- Country Comfort (1981)
- Indecent Exposure (1981)
- The New York City Woman (1980)
- That's Porno (1980)
- Urban Cowgirls (1980)
- Mystique (1979)
- Tropic of Desire (1979)
- Babylon Pink (1979)
- The Ecstasy Girls (1979)
- Fantasy (1979)
- For Richer, for Poorer (1979)
- El Paso Wrecking Corp. (1978)
- The Erotic Adventures of Candy (1978)
- Love Airlines (1978)
- Take Off (1978)
- Easy (1978)
- Honky Tonk Nights (1978)
- Sensual Encounters of Every Kind (1978)
- The Jade Pussycat (1977)
- The Confessions of Linda Lovelace (1977)
- Desires Within Young Girls (1977)
- Teenage Twins (1976)
- The Journey of O (1976)
- Ping Pong (1976)
- Tarz and Jane and Boy and Cheeta (1976)
- Fantasy in Blue (1975)
- 3 A.M. (1975)
- Inside Georgina Spelvin (1975)
- All the Way (1975) .... Dolores, wife of Everett
- Intensive Care (1975)
- Mount of Venus (1975)
- The Private Afternoons of Pamela Mann (1975)
- Sexual Ecstasy of the Macumba (1974)
- Girls for Rent (1974)
- Wet Rainbow (1974)
- Happy Days (1974)
- Honeymoon Suite (1974)
- Bible! (1974)
- Fringe Benefits (1974)
- Over Sexposure (1974)
- The Birds and the Beads (1973)
- Sleepy Head (1973)
- Teachers and Cream (1973)... aka Teacher's Pets
- The Russians Are Coming (1973)
- The Erotic Memoirs of a Male Chauvinist Pig (1973)
- High Priestess of Sexual Witchcraft (1973)
- The Newcomers (1973)
- Lecher (1973)
- Guess Who's Coming (1973)
- Bedroom Bedlam (1973)
- Devil's Due (1973)
- The Devil in Miss Jones (1973)
- Career Bed (1969)
- Sex by Advertisement (1969)
- Les Collégiennes (1957)

## Récompenses

### Remportés
- Afaa Adult Film Association of America
  - 1976 AFAA Best Supporting Actress - "Ping Pong"[10];
  - 1977 AFAA Best Actress for "Desires Within Young Girls"[10]
  - 1978 AFAA Best Supporting Actress - "Take Off"[10]
  - 1979 AFAA Best Supporting Actress - "Esctacy Girls"[10]
  - 1980 AFAA Best Supporting Actress - "Urban Cowgirls"[10]
  - 1981 AFAA Best Actress - "Dancers"[10]
- AVN Hall of Fame[11];
- Legends of Erotica[12];
- XRCO Hall of Fame[13].

### Nomination
- 2006 AVN Best Non-Sex Performance pour The Devil in Miss Jones[14].